# Bois-Grenier
Bois-Grenier is een gemeente in het Franse Noorderdepartement (Frans: département du Nord) in regio Hauts-de-France. De gemeente telde op 1 januari 2022 1.784 inwoners en maakt deel uit van het arrondissement Rijsel.

## Geografie
De oppervlakte van Bois-Grenier bedroeg op 1 januari 2022 7,25 vierkante kilometer; de bevolkingsdichtheid was toen 246,1 inwoners per km².

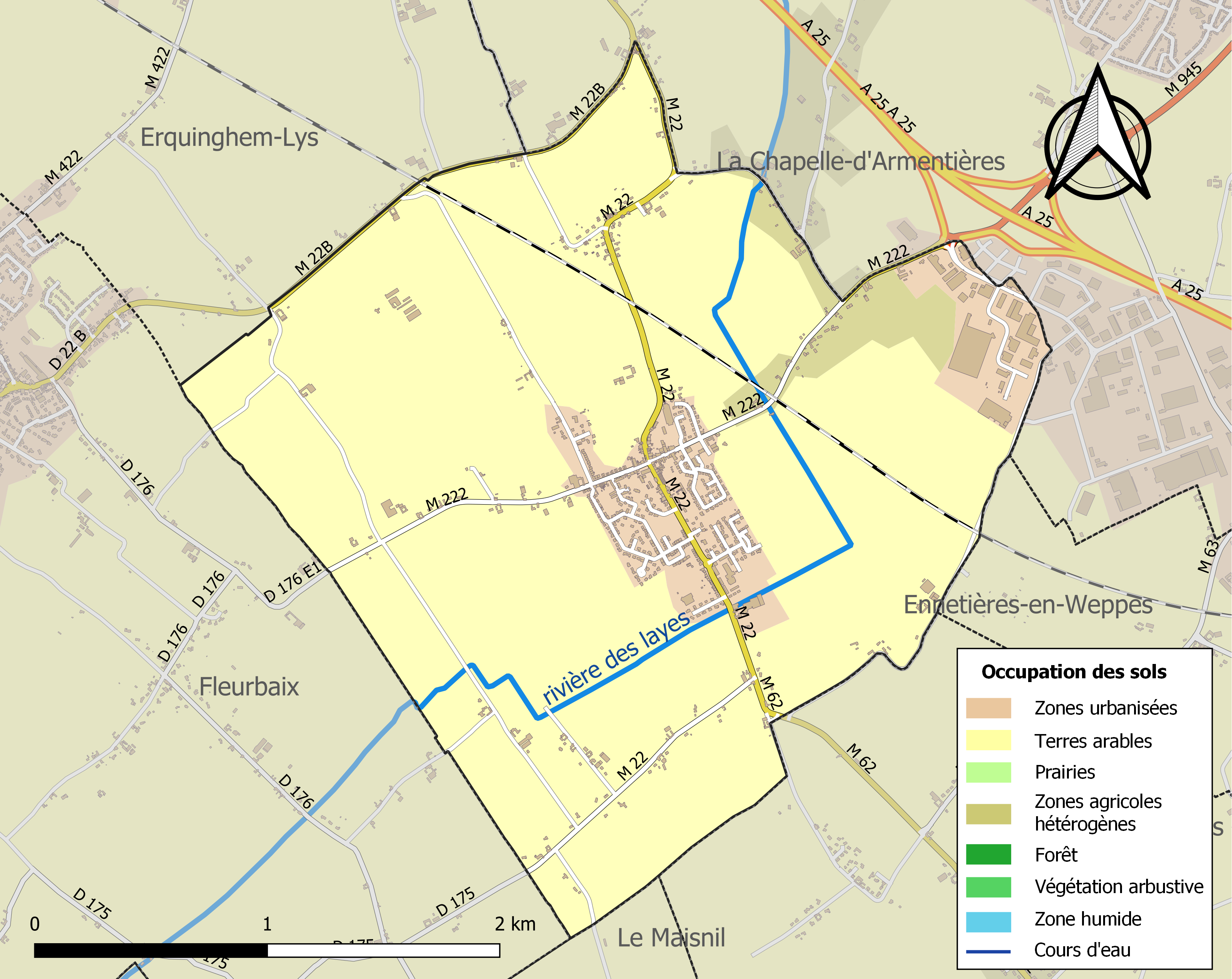
Kaart van de gemeente met belangrijkste infrastructuur, bodemgebruik en omliggende gemeenten

## Bezienswaardigheden
- De Onze-Lieve-Vrouw-van-Zeven-Smartenkerk (Église Notre-Dame de Sept Douleurs)
- De gemeente telt enkele militaire begraafplaatsen uit de Eerste Wereldoorlog:
  - Brewery Orchard Cemetery
  - White City Cemetery
  - Y Farm Military Cemetery
  - Ook op de gemeentelijke Begraafplaats van Bois-Grenier bevinden zich meer dan 100 oorlogsgraven

## Demografie
Onderstaande figuur toont het verloop van het inwonertal (bron: INSEE-tellingen).